# Empoasca kapoori
Empoasca kapoori är en insektsart som beskrevs av Thapa 1985. Empoasca kapoori ingår i släktet Empoasca och familjen dvärgstritar. Inga underarter finns listade i Catalogue of Life.